# جوآن هارتوک
جوآن هارتوک (انگلیسی: Joan Hartock؛ زادهٔ ۱۷ فوریهٔ ۱۹۸۷) بازیکن فوتبال اهل فرانسه است.
از باشگاه‌هایی که در آن بازی کرده‌است می‌توان به باشگاه فوتبال استاد برستوا ۲۹ و باشگاه فوتبال المپیک لیون اشاره کرد.
وی همچنین در تیم ملی فوتبال مارتینیک بازی کرده‌است.